# La Valse des monstres
Albums de Yann Tiersen
Rue des cascades
(1996)
La Valse des monstres est le premier album de Yann Tiersen, sorti en 1995 sur le label Sine Terra Firma puis a été réédité sur le label Ici, d'ailleurs en 1998.
C'est en fait l'assemblage de morceaux écrits pour deux pieces de théâtre : Le Tambourin de soie (les six derniers morceaux) et Freaks (les onze premiers morceaux). 

## Liste des morceaux
1. Mouvement introductif - 2:04
2. La Valse des monstres - 3:42
3. Frida - 1:32
4. Quimper 94 - 2:52
5. Ballendaï - 2:16
6. Comptine d'été n° 17 - 2:12
7. Cléo au trapèze - 2:06
8. La Valse des monstres - 2:08
9. Le Banquet - 1:32
10. Comptine d'été n° 17 - 2:32
11. Mouvement introductif - 5:36
12. La Rue - 1:22
13. Iwakichi - 3:13
14. Hanako - 2:48
15. La Plaisanterie - 2:58
16. Le Compteur - 4:02
17. Mouvement introductif - 1:49

Musiques : Yann Tiersen

## Musiciens
- Laurent Heudes : batterie sur Le Banquet et Quimper 94
- Yann Tiersen : tous les autres instruments